# San Gerolamo in meditazione (Moretto)
San Gerolamo in meditazione o San Gerolamo leggente è un dipinto olio su tela realizzato da Il Moretto nel 1540 1545 circa e conservato nei locali della collezione Borromeo nella galleria degli Arazzi, sull'Isola Bella frazione di Stresa.

## Storia
Il dipinto di proprietà dei principi Borromeo fu assegnato al pittore bresciano da Bernard Berenson nel 1936, anche se per anni fu assegnato a Giovan Battista Moroni, suo allievo. Il Moroni riprenderà il soggetto nel 1550, conservato nella pinacoteca dell'Accademia Carrara., e un ulteriore dipinto conservato nella collezione privata del conte di Harewood in Inghilterra nel Yorkshire. Fu cosa comune per il pittore albinese riprendere soggetti raffigurati dal suo maestro.
Il santo è intento alla lettura di un grosso volume che tiene sulle ginocchia. Ha aspetto imponente che ricorda i lavori di Tiziano, mentre il mantello che cade sul lato destro del soggetto di colore grigio piombo ricorda lavori del Romanino.
Malgrado il Berenson ripropose più volte la sua indicazione sull'opera non trovò tutti d'accordo, infatti, alcuni come Tancred Borenius, ritenevano l'opera eseguita dal Moroni. Molti poi confermarono la sua ipotesi come Mina Gregori, György Gombosi nel 1936. Il Venturi continuò nella sua considerazione scrivendo. «la colorazione plumbea arriva a spegnere ogni vivezza di voci e solo la luce riesce , nella scurità delle forme, tra le lividure, a staccar con evidenza delle mani di san Gerolamo […] solenne di uno sfondo di un franto cornicione».
Non ci sono informazioni circa la committenza dell'opera e pure sui diversi passaggi di proprietà. Questo rende difficile la datazione, considerata intorno all'età matura dell'artista, e da Pier Virgilio Begni Redona intorno al 1540-1545. Il dipinto verrebbe quindi indicato come precedente Cristo e l'angelo,ospitato nella Pinacoteca Tosio Martinengo avendo caratteristiche riconducibili, come l'addensarsi delle ombre che portano l'ambiente a una raffigurazione quasi serale.

## Descrizione e stile
Il dipinto raffigura il san Girolamo seduto presso i resti si un altare in pietra. Il braccio destro, appoggiato alla pietra, regge il capo mentre lo sguardo è intento alla lettura delle sacre scritture. Accanto a lui il cappello cardinalizio. L'opera presenta influenze venete riconducibili a lavori di Tiziano, anche se la sua impronta venete riprende i lavori di Giovanni Gerolamo Savoldo. L'artista propone questo san Girolamo inserito in una architettura che appare attraverso una folta vegetazione. Compare a destra un cielo sereno dove appaiono poche nuvole, questo come indicò il Begni Redona: «pizzicato di nubi, d'un bel turchino», titenuta quasi la firma dell'artista bresciano.